# Obsjtina Orjachovo
Obsjtina Orjachovo (bulgariska: Община Оряхово) är en kommun i Bulgarien.   Den ligger i regionen Vratsa, i den nordvästra delen av landet, 130 km norr om huvudstaden Sofia.
Obsjtina Orjachovo delas in i:
- Galovo
- Gorni Vadin
- Dolni Vadin
- Leskovets
- Ostrov
- Selanovtsi

Följande samhällen finns i Obsjtina Orjachovo:
- Orjachovo

Trakten runt Obsjtina Orjachovo består till största delen av jordbruksmark. Runt Obsjtina Orjachovo är det ganska glesbefolkat, med 43 invånare per kvadratkilometer.